# 3dfx Voodoo Rush

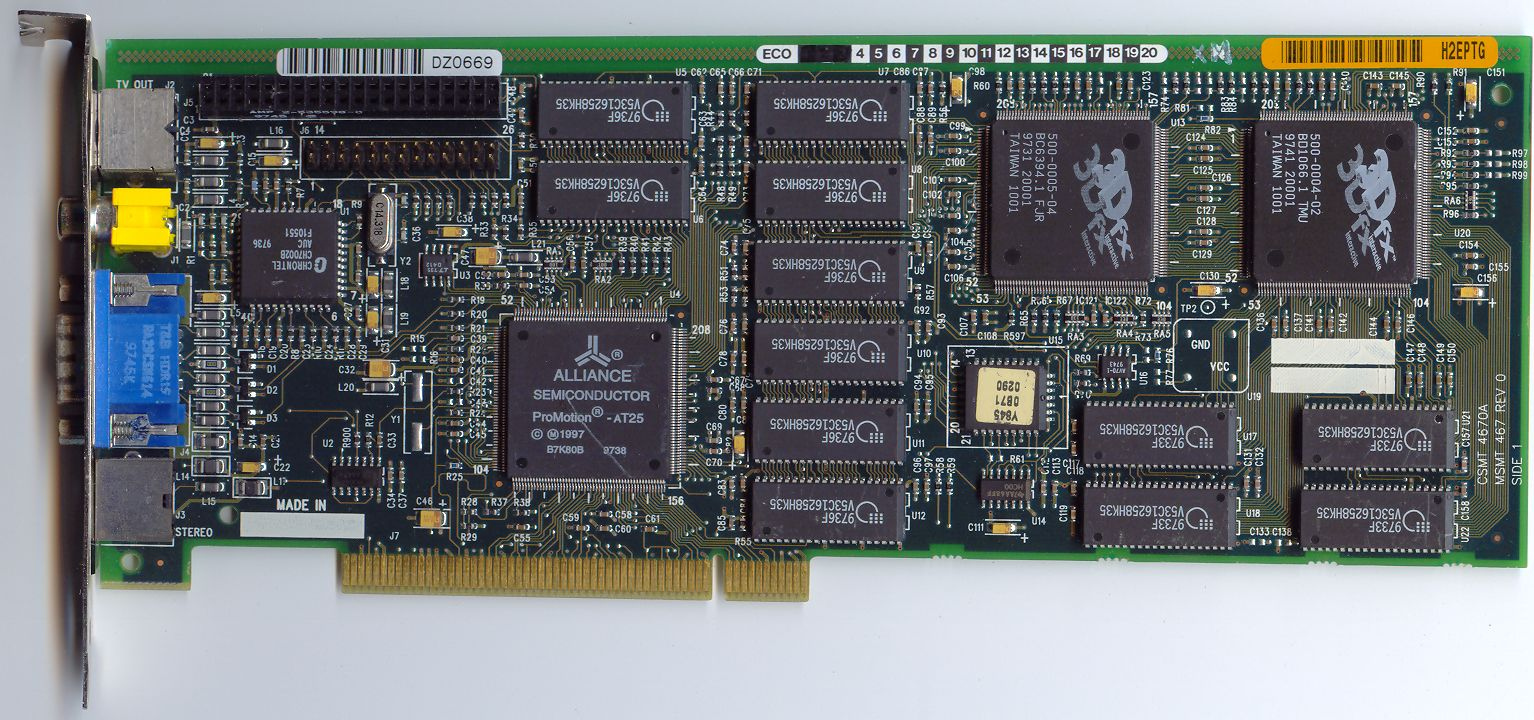
Intergraph Intense 3D Voodoo mit ProMotion AT25

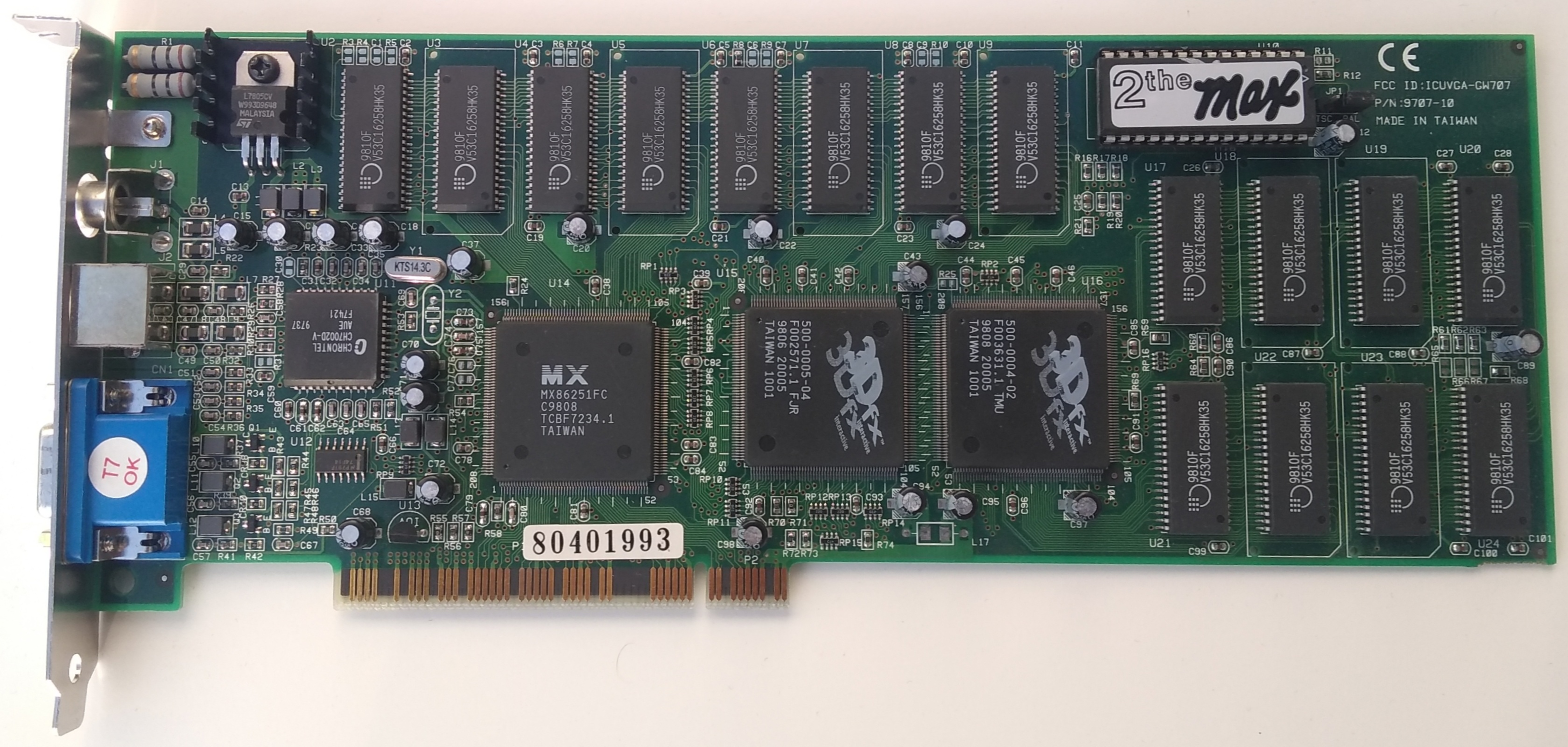
2theMAX Fantasy FX mit MX86251

Der Voodoo Rush ist ein 1997 vorgestellter 2D/3D-Grafikchipsatz des ehemaligen 3D-Spezialisten 3Dfx.
Der Voodoo Rush Chipsatz wurde 1997 als Nachfolger zu dem 1996 erschienenen und äußerst erfolgreichen Chipsatz Voodoo Graphics vorgestellt. 3dfx versuchte mit diesem Chipsatz einen der Hauptschwachpunkte des Vorgängers zu korrigieren – die fehlende 2D-Funktionalität. Zu diesem Zweck kombinierte der Voodoo Rush den Voodoo Graphics Chipsatz mit einer separaten 2D-Einheit eines anderen Herstellers – neben dem hauptsächlich verwendeten ProMotion AT25 von Alliance Semiconductor kam darüber hinaus, jedoch in weit geringerer Stückzahl, der MX86251 von Macronix zum Einsatz. Außerdem wurde bei einigen Karten der ProMotion AT3D verwendet, dieser ist identisch mit dem AT25, hat aber auch einen eigenen 3D-Beschleuniger, welcher aber nicht genutzt wird da er fehlerhaft ist.
Der Voodoo Rush verfügte über 4, 6 oder 8 MB EDO-RAM, wobei 2 MB (bei den 4- und 6-MB-Versionen) oder 4 MB (bei der Version mit 8 MB Speicher) davon als Texturspeicher für den Voodoo Graphics reserviert waren, der restliche Speicher wurde von beiden Chipsätzen gemeinsam verwendet.
Weitere technische Daten:
- 180 MHz RAMDAC
- Maximale Auflösung bei True Color:
  - 1600 × 1200 (bei der 8-MB-Variante)
  - 1280 × 1024 (bei 6 MB)
  - 1024 × 0768 (bei 4 MB)
- Maximale Bildwiederholfrequenz: 200 Hz

Aufgrund der „Zwangsvermählung“ zweier Chipsätze, die ursprünglich jeweils für den Alleinbetrieb ausgelegt waren und der damit verbundenen technischen Hürden blieb der Voodoo Rush leistungsmäßig weit hinter den Erwartungen und hinter der reinen 3D-Variante Voodoo Graphics zurück. Darüber hinaus litten vor allem Karten mit dem ProMotion 2D-Chipsatz unter der vergleichsweise schlechten 2D-Leistung und Qualität. Dadurch war dem Voodoo Rush der kommerzielle Erfolg verwehrt.
| Modell                             | 2D-Grafik                | Speicher     | Bemerkung                        |
| ---------------------------------- | ------------------------ | ------------ | -------------------------------- |
| Hercules Stingray 128/3D           | ProMotion AT3D oder AT25 | 6 oder 8 MiB |                                  |
| Jazz Multimedia Adrenaline Rush 3D | ProMotion AT25           | 6 MiB        |                                  |
| Intergraph Intense 3D Voodoo       | ProMotion AT25           | 6 MiB        | mit TV-Out                       |
| Quantum3D Ventana 50               | ProMotion AT25           | 6 MiB        | mit oder ohne TV-Out             |
| ProComp G105                       | MX86251                  | 4 oder 6 MiB |                                  |
| 2theMAX Fantasy FX                 | MX86251                  | 6 oder 8 MiB | mit TV-Out, FCC ID: ICUVGA-GW707 |
| Gainward Dragon 2000               | MX86251                  | 8 MiB        |                                  |